# Neuroleon amseli
Neuroleon amseli är en insektsart som beskrevs av Hölzel 1983. Neuroleon amseli ingår i släktet Neuroleon och familjen myrlejonsländor. Inga underarter finns listade i Catalogue of Life.